# Univision Communications
Univision es una empresa encargada de la operación y comercialización de las cadenas de televisión abierta estadounidenses Univision, UniMás y sus estaciones a lo largo de Estados Unidos.
Las oficinas administrativas de Univision se encuentran en Midtown Manhattan, en la ciudad de Nueva York, pero sus operaciones radican fundamentalmente en Miami, Florida. Antes de 2007, tenía su sede en Century City, Los Ángeles, California.
Hasta el 31 de enero, era el conglomerado que constaba de 4 grandes divisiones, televisión (más de 600 operadoras en todo el país más algunas afiliadas en Centroamérica, y las cadenas Univision Network, Telefutura y Galavisión), internet, (Univision en línea), radio (Univision Radio) y música (Univision Music Group con (los sellos disqueros Univision Music y Fonovisa).[cita requerida] Actualmente, todas las propiedades y contenidos con los que contaba, junto con las marcas y contenidos de la mexicana Televisa, son parte de TelevisaUnivision tras concretarse la fusión de ambas empresas.

## Historia
Univision Communications, Inc. fue fundada en 1962 por el empresario Italo-Cubano norteamericano vendedor de programas de Televisión René Anselmo y el fundador de Telesistema Mexicano consolidando las operaciones de canales independientes en idioma castellano bajo el nombre de SIN.
En 1987 la empresa es vendida a Hallmark y cambia su razón social a UNIVISION. En 1992 es restructurada como Univision Communications.
Desde septiembre del 2006 hasta abril de 2007, Univision Communications, Inc. estaba comercializado en el New York Stock Exchange bajo el símbolo UVN.
En 2001, Univision adquirió USA Broadcasting, un grupo de estaciones de USA Networks, que incluyó 13 estaciones de televisión. La mayoría de estas estaciones se convirtió en parte de una nueva red llamada TeleFutura. Otros se unieron a Univision.
En marzo del 2007, Univision Communications, Inc. fue vendida a la empresa Broadcasting Media Partners.
El 14 de abril de 2021, Univision Communications anunció su intención de fusionar con la empresa mexicana Televisa, con la finalidad de crear la organización de medios más grande de habla hispana del mundo y con el propósito de competir con las principales plataformas de streaming El 31 de enero de 2022, ambas empresas concretaron una fusión, creándose TelevisaUnivision, quedando esta como la propietaria de los canales, negocios y contenidos de Univision Communications, convirtiendo a esta última en filial encargada de las estaciones en Estados Unidos y su comercialización.

## Propiedades
- Univision
- UniMás
- Galavision
- Univision Radio
- Univision Interactive Media
- Univision Music Group (2001–2008)
- Univision Television Group
- Telelatino (50%)
- Telefutura Television Group
- TuTV (50% with Televisa)
- VIX

### Estaciones de Televisión
Notas:

1) ** -- Indica una estación pertenecida a Univision antes de la formación de Univision Communications en 1992;

2) ++ -- Indica una estación pertenecida a USA Broadcasting antes de ser comprada por Univision en 2001;

## Corporativo

### Ejecutivos
- Vincent Saduski, Presidente Ejecutivo (CEO)
- Jessica Rodríguez, Presidenta y Jefa de Operaciones, Univision Networks y Jefa de Marketing (COO y CMO)
- Peter H. Lori, Jefe de la Oficina de Finanzas (CFO)
- Jonathan Schwartz, Jefe Legal y de Relaciones Corporativas (CLO)
- Margareth Lazo, Jefa de Recursos Humanos (CHRO)
- Juan Carlos Rodríguez, presidente de TUDN
- Leopoldo Gómez, Presidente de Noticiero Univision
- Steve Mandala, presidente de Ventas de Publicidad y Marketing
- Rosemary Mercedes, Vicepresidenta Ejecutiva y Jefa de Comunicaciones
- Henry Ahn, presidente de Distribución de Contenido y Asociaciones
- Saamer Deen, Jefe Digital.